# Natrofarmacosiderite
La natrofarmacosiderite è un minerale appartenente al gruppo della farmacosiderite.